# 日子八井命
日子八井命（ひこやいのみこと、生没年不詳）は、『古事記』等に伝わる古代日本の皇族。
『古事記』では「日子八井命」、他文献では「彦八井耳命（ひこやいみみのみこと）」等とも表記される。『日本書紀』に記載はなく、『古事記』でも事績に関する記載はない。

## 系譜
『古事記』によると、初代神武天皇と、大物主神の娘の比売多多良伊須気余理比売命（ひめたたらいすけよりひめのみこと、媛蹈鞴五十鈴媛命）との間に生まれた皇子である。同書では、同母弟として神八井耳命、神沼河耳命（第2代綏靖天皇）の名を挙げる。一方『日本書紀』に命の名は無く、『新撰姓氏録』右京皇別 茨田連条には、命を神八井耳命の子とする異説が掲載されている。

## 後裔氏族
『古事記』では、日子八井命について茨田連・手島連らの祖とする。
『新撰姓氏録』では、次の氏族が後裔として記載されている。
- 右京皇別 茨田連 - 多朝臣同祖。神八井耳命男の彦八井耳命の後。
- 山城国皇別 茨田連 - 茨田宿禰同祖。彦八井耳命の後。
- 摂津国皇別 豊島連 - 多朝臣同祖。彦八井耳命の後。
- 摂津国皇別 松津首 - 豊島連同祖。
- 河内国皇別 茨田宿禰 - 多朝臣同祖。彦八井耳命の後。同条では、子に野現宿禰の名を挙げる。
- 河内国皇別 下家連 - 彦八井耳命の後。
- 河内国皇別 江首 - 彦八井耳命七世孫の来目津彦命の後。
- 河内国皇別 尾張部 - 彦八井耳命の後。